# Miguel Márquez (torero)
Miguel Márquez Martín (n. Fuengirola, Málaga; 5 de enero de 1946 - f. Algeciras, Cádiz; 27 de marzo de 2007), torero español, apodado "El ciclón de la Costa del Sol".
Debutó de luces en Fuengirola (Málaga) el 7 de noviembre de 1964.
Miguel Márquez se vistió por primera vez de luces el 7 de octubre de 1964 en su Fuengirola natal en un festejo para noveles, y debutó con picadores el 8 de octubre de 1966, con reses de María Luisa Domínguez, junto a Fernando San Pedro Almendro y José Luis Román.
Tomó la alternativa el 3 de marzo de 1968 en Málaga de manos de Antonio Ordóñez y con Miguel Mateo "Miguelín" como testigo con el toro "Favorito", de la ganadería de Carlos Núñez. 
Su presentación en la plaza de Las Ventas como matador de toros se produjo el 17 de mayo del mismo año, en uno de los carteles estrella de la feria de San Isidro, con Antonio Ordóñez que repitió como padrino y Rafael Jiménez "Chicuelo" de testigo. Márquez confirmó la alternativa con el toro Ocurrente de Conde de la Corte con el que no pudo triunfar. Sin embargo, su segundo, de nombre "Cara de Perro" fue un gran astado al que cortó dos orejas, saliendo a hombros por la Puerta Grande.
Márquez fue uno de los toreros importantes de las temporadas de mediados de los sesenta y principios de los setenta. Lideró el escalafón en los años 1968 toreando 101 corridas de toros y al año siguiente lidiando 97 corridas, en plena época del mando de Manuel Benítez "El Cordobés".
Toreó con todas las figuras de su época y estaba muy vinculado a la familia Galán. Era un torero con valor, tenaz, raza y poder. Toreaba corridas duras. Se ganó el respeto de los aficionados.
Salió varias veces por la Puerta Grande de Las Ventas de Madrid.
Lo apoderó el torero José María Recondo Rementería. 

## Retiro 1991
Una vez retirado, Márquez ha seguido muy de cerca la fiesta taurina, manteniéndose en forma para seguir matando el gusanillo toreando en el campo y en festivales. La última actuación de Márquez tuvo lugar el pasado 25 de febrero de 2007, en un festival celebrado en la localidad malagueña de Estepona, en el que cortó dos orejas tras una gran faena. Su vocación torera se proyectó también en sus hermanos. Jesús llegó a tomar la alternativa y ejerció después como banderillero, y Salvador y Pepe fueron picadores.
- Datos: Q3312987